# Гарднер Іван Олексійович
Іван Олексійович Гарднер (нім. Johann von Gardner, в чернецтві Філіп; нар. 10 (22) грудня 1898, Севастополь, Таврійська губернія, Російська імперія — пом. 26 лютого 1984, Мюнхен, ФРН) — історик, дослідник російського церковного співу, православний регент. У 1942—1944 роках — єпископ Потсдамський Філіп, вікарій Берлінської єпархії Російської православної церкви закордоном.

## Біографія
Початкову освіту здобув удома, де його вихованням займалися гувернантки-француженки. З малих років оволодів французькою мовою, якою говорила і його мати. Церковним співом — практично і теоретично — займався з 14-річного віку. На батьківщині закінчив регентські курси.
В еміграції з 1920 року. У 1922 році вступив на православний богословський факультет Белградського університету. Під час навчання в університеті приділяв багато часу вивченню літургіки та духовної музики. Одночасно з університетом, проходив курс музичної школи (хорове справа, композиція). 27 лютого 1928 року захистив диплом на богословському факультеті.
Викладав грецьку мову, літургику і православний богослужебний спів у семінаріях в Белграді та в Цетинє.
У 1931 році переїхав на Закарпаття, де збирав матеріали про місцеві традиціях виконання церковного співу. У 1936 році вступив до Ладомирського монастиря у Чехословаччині (заснований ченцями-біженцями з Почаївської лаври), де прийняв чернечий постриг з ім'ям Філіп.
Парафіяльний священик у місті Хуст. Був зведений в сан ігумена. Служив на Святій Землі (1934—1938), у Відні (1938—1942), Берліні (1942).
14 червня 1942 року єпископом Серафимом (Ляде) і Ґораздом (Павликом) архімандрит Філіп був зведений в сан єпископа Потсдамського, вікарія Берлінської єпархії і працював в управлінні Російської православної церкви закордоном.
За спогадами свого сина: «Ніколи не любив згадувати і говорити про своє життя і служіння у Берліні <…> В Берліні настає переломний момент в житті єпископа Філіпа. Мені лише відомо, що батько не ладнав з митрополитом Берлінським і Німецьким Серафимом (Альфред Ляде), з поглядами якого він був кардинально не згоден. Крім того, в надрах самої РПЦЗ в Берліні були складні часи. У роки війни багато членів цієї Церкви були прихильниками СРСР і навіть посібниками її служб, а інші були явними противниками всього радянського».
Переїхав до Австрії, а звідти в Баварію.
Взяв участь у нараді архієреїв РПЦЗ у Відні, що проходила 21-26 жовтня 1943 року.
У 1945 році одружився, у зв'язку з чим у 1950 році Архієрейський Синод РПЦЗ ухвалив рішення про зняття з нього сану й чернецтва. У 1950 році на короткий час отримав місце регента в православній та російській греко-католицькій церкві Зальцбурга. Потім перебрався до Німеччини. З 1952 року працював у хорі святого Іоанна Дамаскіна під керівництвом Карла Лінке (Ессен, Німеччина).
Доктор філософських наук Мюнхенського університету імені Людвіга-Максиміліана, де з 1954 року протягом 30 років читав літургійне православне музикознавство. Був членом міжнародної комісії з дослідження давніх музичних пам'яток при Баварської академії наук.

## Публікації
Іван Гарднер — автор численних наукових і популярних статей з церковного співу (наукові роботи переважно німецькою мовою) і двох великих праць (німецькою мовою) за давньоруським безлінійними нотатками. Йому належать також статті з вивчення літургійних питань. Фундаментальна двотомна наукова праця «Богослужбові співи Російської Православної Церкви», що побачила світ у 1977 році, присвячена історії розвитку церковного співу. Вона узагальнює віковий досвід дослідження православного богослужбового співу, до цього часу не має аналогів по широті теоретичного підходу і є незамінним джерелом вивчення церковного співу для багатьох регентів, співаків, науковців і просто любителів православного церковного співу.
Івану Гарднеру належить ряд хорових обробок стародавніх розспівів (у тому числі «„Достойно“ Царя Федора»), а також авторські твори (деякі з яких випущені на грамплатівках). Також у 1970-х роках одним з перших розкрив містифікацію Євгена Левашева, пов'язану з невірною атрибуцією пісні «Ангел вопияше» Миколи Уварова.

## Наукові праці
Статті
- Gardner J. von. Die altrussischen neumatischen Handschriften der Pariser Bibliotheken // Die Welt der Slaven. 1967. Jhrd. III. Heft 2. Wiesbaden. 1958.
- Gardner J. von. Zur Frage der Verwendung des Sema Fita in den altrussischen liturgischen Gesangshandschriften mit linierter Notation // Akademie der Wissenschaften und der Literatur. Mainz. Abhandlungen. Jhrg. 1969. № 9.
- Gardner J. von. Einiges über den Singmeister Aleksandr Mezenez († 1696) // Die Welt der Slaven. 1967. Jhrd. XII. Heft 2.
- Gardner J. von. Die altrussischen Neumen-Handschriften in den Bibliotheken von Belgien und England // Die Welt der Slaven. 1967. Jhrd. VI. Heft 3. Wiesbaden. 1961.
- Гарднер И. Кому принадлежит мелодия «Достойно роспева Царя Фёдора»? // Наследие. Вып. 2. Southbury, Conn. 1969. Изд. Славянской типографии.
- Гарднер И. А. Певческое исполнение кафизм в древнерусской богослужебной практике // Православный путь. Джорданвилль. 1966.
- Гарднер И. А. Несколько соображений об общем пении за богослужением // Православная Русь. Джорданвилль, 1969 № 10.
- Гарднер И. А. Псалмодия (1967 г.) // О церковном пении: сборник статей. М.: Ладья, 2001.
- Гарднер И. А. Хоровое церковное пение и театральность в его исполнении // О церковном пении: Сб-к статей/ Сост.: О. В. Лада. — М.: Ладья, 2001
- Гарднер И. А. Церковное пение и церковная музыка // О церковном пении: Сб-к статей/ Сост. О. В. Лада. — М.: Ладья, 2001
- Гарднер И. А. Об инструментальной музыке и о хоровом полифоническом пении в Православном Богослужении // Православный путь: Церковно-философский ежегодник (Приложение к журналу «Православная Русь»). Holy Trinity Russian Orthodox Monastery. Jordanville; N.Y, 1976.

Книги
- Забытое богатство (О пении на подобен). — Варшава: Варшавская синодальная типография, 1930.
- Таинственный смысл утрени Великой Субботы. — Варшава: Варшавская синодальная типография, 1930.
- Об инструментальной музыке и о хоровом полифоническом пенни в православном богослужении. — Варшава: Варшавская синодальная типография, 1931.
- Два забытых подобна. — Варшава: Варшавская синодальная типография, 1932 (под именем иеромонах Филипп (Гарднер)).
- К вопросу о переложениях церковных распевов для хора. — Варшава: Варшавская синодальная типография, 1932 (под именем иеромонах Филипп (Гарднер)).
- Религиозные черты в творчестве Есенина, Клюева и в опере «Сказание о невидимом граде Китеже и о деве Февронии». — Варшава: Варшавская синодальная типография, 1932 (под именем иеромонах Филипп (Гарднер)).
- Догматическое содержание Канона Великой Субботы. — Варшава: Варшавская синодальная типография, 1935 (под именем иеромонах Филипп (Гарднер)).
- Божественная литургия св. ап. Иакова брата Господня. — Владимирова, 1938 (2 издание — Рим. 1970).
- Гарднер И. А. Богослужебное пение Русской Православной Церкви. М.: ПСТБИ, 2004 (2 тома).
- Гарднер И. А. Собрание духовных песнопений: для хора без сопровождения / Предисл. С. Г. Зверевой. — Москва, Сан-Франциско: «Живоносный Источник», «Русский пастырь», — 2008. с. 228.
- Gardner J. von, Il canto liturgico russo, Ed. La casa di Matriona, 2012. p. 130. ISBN 978-88-97455-06-6
- А. Ф. Львов (1798—1870). — Джорданвилль, 1970. 90 с.
- Ein Handschriftliches Lehrbuch der altrussischen Neumenschrift. T.I.Text. — Munich, 1963. Т. 2. Kommentar. 1966. Т. 3. Kommentar zum Tropen. 1972 ([Рукописная азбука древнерусских невм = Древнерусская рукописная крюковая азбука]) (совместно с проф. Эрвином Кошмиедером).
- Das Problem des altrussischen demenstrischen Kirchengesanges und seiner linienlosen Notation. — Munich, 1967 ([Проблема древнерусского демественно церковного пения и его безнотные обозначения]).
- Богослужебное пение Русской Православной Церкви: Сущность, система, история: В 2 томах. — Сергиев Посад: МДА, 1999.